# Mailly-Raineval
Mailly-Raineval település Franciaországban, Somme megyében. Lakosainak száma 303 fő (2022. január 1.). Mailly-Raineval Ailly-sur-Noye, Braches, Louvrechy, Moreuil, Morisel, Rouvrel, Sauvillers-Mongival és Thory községekkel határos.

## Népesség
A település népességének változása:
| Lakosok száma | 271  | 287  | 300  | 299  | 299  | 300  | 302  | 304  | 303  |
|               | 2013 | 2015 | 2016 | 2017 | 2018 | 2019 | 2020 | 2021 | 2022 |